# SAGAサンライズパーク水泳場

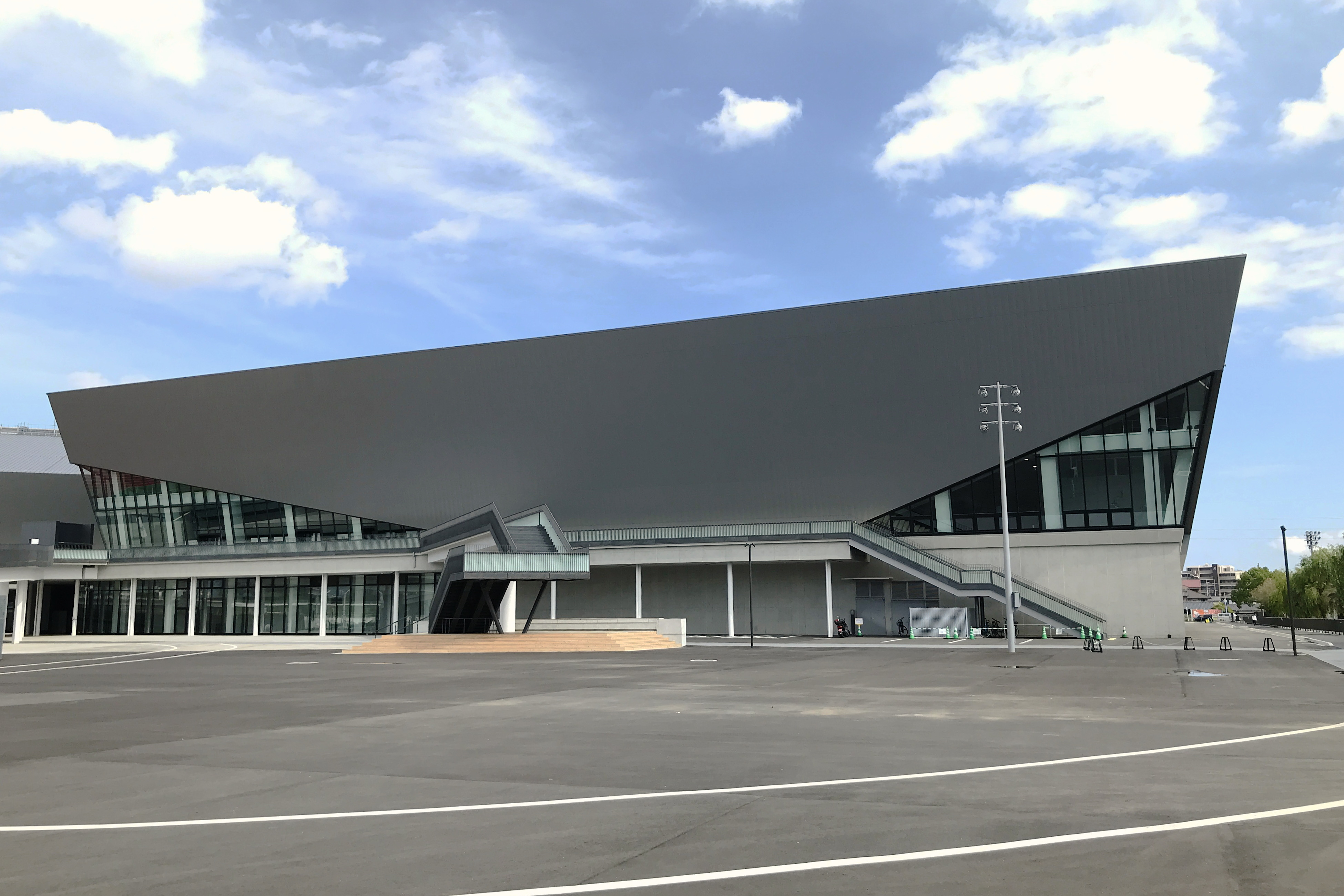
全景

SAGAサンライズパーク水泳場（さがサンライズパークすいえいじょう）は佐賀県佐賀市のSAGAサンライズパークにあるプール。旧称：佐賀県総合運動場水泳場（さがけんそうごううんどうじょうすいえいじょう）。愛称はSAGAアクア。

## 概要
SAGAサンライズパーク水泳場は佐賀県総合運動場水泳場として1968年（昭和43年）3月に完成し、1976年（昭和51年）に開催された第31回国民体育大会（若楠国体）の水泳競技会場として、さらには2007年（平成19年）に開催された平成19年度全国高等学校総合体育大会（2007青春・佐賀総体）の水泳競技会場として使用された。しかし、2023年に第78回国民スポーツ大会（国スポ）を迎えるにあたり、特に50mプールと飛込プールが国スポ開催の前提となる日本水泳連盟の基準（50mプールは「国内一般プールAA又は国際基準プール」、飛込プールは「国内基準飛込プール又は国際基準飛込プール」）を満たさないことから、両プールの全面改修を前提とした整備計画が策定されたものである。
整備後の施設名について、2018年11月1日に県が決定した「SAGAサンライズパーク（仮称）施設計画」において、「SAGAアクア」（仮称）の愛称が与えられている。オリンピック会場などを参考にSAGAアクアティクスセンターを簡略化したものとされている。
2019年8月9日に着工した。
着工から1年半近くが経過した2021年1月になり、新型コロナウイルス感染症対策や想定外の軟弱地盤対策のため、完成予定の約半年延期（同年4月下旬から10月初旬に）と事業費の増額（約3億3千万円）が明らかにされた。これに伴い、佐賀県は同年2月の定例議会に契約変更の議案を提出し、可決された。
2021年10月23日に改修工事を終えオープンした。
佐賀市は福岡市に近いこともあり、2023年世界水泳選手権にあたっては北九州市立桃園市民プールと共に内外代表チームの事前合宿会場となった。特にアーティスティックスイミング日本代表は前年から何度も行っている。

## 施設概要
屋内50mプール
既存の「屋外50mプール」（8コース・コース幅2.3m・水深最浅1.6m）の全面改修により整備。
10コース・コース幅2.5mに拡張の上、可床（0-3.0m）として水深最浅1.8mを確保する。
約1,800席収容（固定席1,200席、仮設席600席）の観客席を整備
屋内25mプール
既存の「屋内25mプール」（2006年4月1日供用開始）をそのまま活用。
8コース・コース幅2.5m・水深1.2-1.4m
屋外飛込プール
既存の「屋外飛込プール」（飛込台：10m・7.5m・5m・3m2基・1m2基、最深5.0m・最浅3.5m）の全面改修により整備。
飛板：1m、3m各2基、飛込台：5m、7.5m、10m各1基、水深：5m（最深部）
約200席の観客席を仮設
屋内トレーニング施設を併設